# Kanekonia
Kanekonia es un género de peces de la familia Aploactinidae. Fue descrito por Shigeho Tanaka en 1915.

## Especies
- Kanekonia florida S. Tanaka, 1915
- Kanekonia leichhardti J. W. Johnson, 2013[6]
- Kanekonia pelta Poss, 1982
- Kanekonia queenslandica Whitley, 1952